# Valtellina riserva
Il Valtellina riserva è un vino prodotto in provincia a cui nel 2011 è stato cambiato il nome per cui dovrà per il futuro essere commercializzato con l'etichetta Valtellina superiore riserva rispettando il nuovo disciplinare.
I dati qui riportati vengono conservati ai fini storici.

## Caratteristiche organolettiche
- colore: rosso vivo.
- odore: profumo sottile persistente e caratteristico.
- sapore: asciutto e leggermente tannico.

## Produzione
Provincia, stagione, volume in ettolitri
- nessun dato disponibile